# Puchar Świata w snowboardzie 1996/1997
Puchar Świata w snowboardzie w sezonie 1996/1997 to 3. edycja tej imprezy. Cykl rozpoczął się 23 listopada 1996 roku w austriackiej miejscowości Zell am See. Ostatnie zawody sezonu odbyły się natomiast 16 marca 1997 roku we francuskim Morzine. Zawody rozgrywano w czterech konkurencjach: gigant, slalom, snowcross i halfpipe. Rozgrywano także slalom równoległy, ale nie prowadzono dla niego osobnej klasyfikacji. Snowcross debiutował w Pucharze Świata.
Puchar Świata rozegrany został w 8 krajach i 16 miastach na 3 kontynentach. Najwięcej konkursów (9) rozegranych zostało w Kanadzie.

## Konkurencje
- slalom równoległy (PSL)
- snowcross
- gigant
- slalom
- halfpipe

## Mężczyźni

### Kalendarz i wyniki
| Lp  | Data                  | Miejsce          | Konkurencja                               | Zwycięzca                                 | 2. miejsce                                | 3. miejsce                                |
| 1.  | 23 listopada 1996     | Zell am See      | Snowcross                                 | Helmut Pramstaller                        | Steve Persons                             | Darren Chalmers                           |
| 2.  | 28 listopada 1996     | Tignes           | PSL                                       | Karl Frenademez                           | Peter Pichler                             | Mathias Behounek                          |
| 3.  | 29 listopada 1996     | Tignes           | Gigant                                    | Mike Jacoby                               | Nicolas Conte                             | Peter Pechhacker                          |
| 4.  | 6 grudnia 1996        | Sestriere        | Gigant                                    | Ross Rebagliati                           | Steve Persons                             | Bernd Kroschewski                         |
| 5.  | 7 grudnia 1996        | Sestriere        | Slalom                                    | Bernd Kroschewski                         | Karl Frenademez                           | Maxence Idesheim                          |
| 6.  | 12 grudnia 1996       | Whistler         | Supergigant                               | Ross Rebagliati                           | Steve Persons                             | Jeff Greenwood                            |
| 7.  | 13 grudnia 1996       | Whistler         | Gigant                                    | Mike Jacoby                               | Peter Pechhacker                          | Steve Persons                             |
| 8.  | 14 grudnia 1996       | Whistler         | Halfpipe                                  | Jonas Gunnarsson                          | Dan Smith                                 | Fredrik Sterner                           |
| 9.  | 15 grudnia 1996       | Whistler         | Halfpipe                                  | Jonas Gunnarsson                          | Drae Glover                               | Daniel Andersson                          |
| 10. | 17 grudnia 1996       | Sun Peaks        | Snowcross                                 | Elmar Messner                             | Andrew Murphy                             | Rob Kingwill                              |
| 11. | 18 grudnia 1996       | Sun Peaks        | Gigant                                    | Mark Fawcett                              | Rob Berney                                | Jasey-Jay Anderson                        |
| 12. | 11 stycznia 1997      | Lenggries        | Gigant                                    | Peter Pechhacker                          | Harald Walder                             | Stefan Kaltschütz                         |
| 13. | 12 stycznia 1997      | Lenggries        | Slalom                                    | Jakob Bergstedt                           | Stefan Kaltschütz                         | Ulf Maard                                 |
| 14. | 17 stycznia 1997      | Kreischberg      | Snowcross                                 | Elmar Messner                             | Alexander Koller                          | Helmut Pramstaller                        |
| 15. | 18 stycznia 1997      | Kreischberg      | PSL                                       | Dejan Košir                               | Harald Walder                             | Helmut Pramstaller                        |
| 16. | 19 stycznia 1997      | Kreischberg      | Halfpipe                                  | Dan Smith                                 | Ross Powers                               | Trevor Andrew                             |
| MŚ  | 21 - 26 stycznia 1997 | San Candido      | 2. Mistrzostwa Świata w Snowboardzie 1997 | 2. Mistrzostwa Świata w Snowboardzie 1997 | 2. Mistrzostwa Świata w Snowboardzie 1997 | 2. Mistrzostwa Świata w Snowboardzie 1997 |
| 17. | 31 stycznia 1997      | Mont-Sainte-Anne | Slalom                                    | Anton Pogue                               | Dieter Moherndl                           | Harald Walder                             |
| 18. | 1 lutego 1997         | Mont-Sainte-Anne | Gigant                                    | Mathieu Chiquet                           | Harald Walder                             | Thomas Prugger                            |
| 19. | 2 lutego 1997         | Mont-Sainte-Anne | Halfpipe                                  | Trevor Andrew                             | Takashi Nishida                           | Michael Michalchuk                        |
| 20. | 7 lutego 1997         | Mount Bachelor   | Gigant                                    | Peter Pechhacker                          | Harald Walder                             | Mark Fawcett                              |
| 21. | 8 lutego 1997         | Mount Bachelor   | Halfpipe                                  | Daniel Franck                             | Trevor Andrew                             | Fredrik Sterner                           |
| 22. | 9 lutego 1997         | Mount Bachelor   | Snowcross                                 | Alex Voyat                                | Jason McAlister                           | Anders Hagman                             |
| 23. | 14 lutego 1997        | Yakebitaiyama    | Gigant                                    | Dieter Krassnig                           | Peter Pechhacker                          | Dieter Happ                               |
| 24. | 15 lutego 1997        | Yakebitaiyama    | Gigant                                    | Dieter Happ                               | Dieter Krassnig                           | Martin Freinademetz                       |
| 25. | 16 lutego 1997        | Kanbayashi       | Halfpipe                                  | Maximilian Plötzeneder                    | Ross Powers                               | Markus Hurme                              |
| 26. | 19 lutego 1997        | Morioka          | Snowcross                                 | Mark Janbroers                            | Anders Hagman                             | Elmar Messner                             |
| 27. | 20 lutego 1997        | Morioka          | PSL                                       | Harald Walder                             | Tom O’Brien                               | Xavier Rolland                            |
| 28. | 28 lutego 1997        | Olang            | Gigant                                    | Thedo Remmelink                           | Charlie Cosnier                           | Peter Pechhacker                          |
| 29. | 1 marca 1997          | Olang            | Slalom                                    | Karl Frenademez                           | Helmut Pramstaller                        | Harald Walder                             |
| 30. | 2 marca 1997          | Olang            | Halfpipe                                  | Tom Matthews                              | Jonas Gunnarsson                          | Tommy Czeschin                            |
| 31. | 5 marca 1997          | Grächen          | Snowcross                                 | Alex Voyat                                | Willi Wieser                              | Richard Richardsson                       |
| 32. | 6 marca 1997          | Grächen          | Slalom                                    | Anton Pogue                               | Karl Frenademez                           | Xavier Rolland                            |
| 33. | 8 marca 1997          | Bardonecchia     | Gigant                                    | Mark Fawcett                              | Felix Stadler                             | Charlie Cosnier                           |
| 34. | 9 marca 1997          | Bardonecchia     | PSL                                       | Maxence Idesheim                          | Mathias Behounek                          | Richard Richardsson                       |
| 35. | 14 marca 1997         | Morzine          | Gigant                                    | Fadri Mosca                               | Peter Pechhacker                          | Stefan Kaltschütz                         |
| 36. | 15 marca 1997         | Morzine          | PSL                                       | Harald Walder                             | Richard Richardsson                       | Karl Frenademez                           |
| 37. | 16 marca 1997         | Morzine          | Halfpipe                                  | Dan Smith                                 | Jimi Scott                                | Shin’ichi Watanabe                        |

### Klasyfikacje
| Lp.   | Zawodnik         | Punkty |
| ----- | ---------------- | ------ |
| 1.    | Harald Walder    | 1091   |
| 2.    | Peter Pechhacker | 897    |
| 3.    | Anton Pogue      | 820    |
| 4.    | Stefan Wurzacher | 805    |
| 5.    | Karl Frenademez  | 729    |
| 6.    | Elmar Messner    | 709    |
| 7.    | Dan Smith        | 699    |
| 8.    | Alex Voyat       | 687    |
| 9.    | Jonas Gunnarsson | 656    |
| 10.   | Maxence Idesheim | 654    |
| . . . |                  |        |
| 241.  | Łukasz Starowicz | 4      |
| 274.  | Grzegorz Pająk   | 2      |
| 289.  | Jerzy Kijkowski  | 1      |
| 310.  | Grzegorz Jękot   | 0      |
| 310.  | Wojciech Pająk   | 0      |

| Lp.   | Zawodnik         | Punkty |
| ----- | ---------------- | ------ |
| 1.    | Peter Pechhacker | 6020   |
| 2.    | Harald Walder    | 4420   |
| 3.    | Ross Rebagliati  | 4280   |
| 4.    | Stefan Wurzacher | 4250   |
| 5.    | Mike Jacoby      | 4072   |
| 6.    | Mark Fawcett     | 3460   |
| 7.    | Rob Berney       | 3234   |
| 8.    | Thomas Prugger   | 3048   |
| 9.    | Maxence Idesheim | 2810   |
| 10.   | Charlie Cosnier  | 2656   |
| . . . |                  |        |
| 105.  | Łukasz Starowicz | 25     |
| 134.  | Wojciech Pająk   | 5      |

| Lp.   | Zawodnik         | Punkty |
| ----- | ---------------- | ------ |
| 1.    | Karl Frenademez  | 5450   |
| 2.    | Harald Walder    | 5190   |
| 3.    | Anton Pogue      | 4060   |
| 4.    | Stefan Wurzacher | 3040   |
| 5.    | Maxence Idesheim | 2988   |
| 6.    | Xavier Rolland   | 2700   |
| 7.    | Ulf Maard        | 2410   |
| 8.    | Peter Pichler    | 2375   |
| 9.    | Dieter Moherndl  | 2370   |
| 10.   | Peter Pechhacker | 2360   |
| . . . |                  |        |
| 104.  | Jerzy Kijkowski  | 10     |

| Lp. | Zawodnik            | Punkty |
| --- | ------------------- | ------ |
| 1.  | Elmar Messner       | 2990   |
| 2.  | Alex Voyat          | 2790   |
| 3.  | Richard Richardsson | 1790   |
| 4.  | Helmut Pramstaller  | 1600   |
| 5.  | Anton Pogue         | 1560   |
| 6.  | Klaus Sammer        | 1500   |
| 7.  | Mark Janbroers      | 1490   |
| 8.  | Alexander Koller    | 1470   |
| 9.  | Anders Hagman       | 1400   |
| 10. | Willi Wieser        | 1340   |

| Lp.   | Zawodnik           | Punkty |
| ----- | ------------------ | ------ |
| 1.    | Jonas Gunnarsson   | 3770   |
| 2.    | Dan Smith          | 3680   |
| 3.    | Trevor Andrew      | 2980   |
| 4.    | Jimi Scott         | 2870   |
| 5.    | Takashi Nishida    | 2350   |
| 6.    | Ross Powers        | 2130   |
| 7.    | Pontus Ståhlkloo   | 1830   |
| 8.    | Fredrik Sterner    | 1816   |
| 9.    | Shin’ichi Watanabe | 1772   |
| 10.   | Michael Michalchuk | 1670   |
| . . . |                    |        |
| 119.  | Grzegorz Pająk     | 10     |
| 122.  | Łukasz Starowicz   | 8      |
| 126.  | Grzegorz Jękot     | 2      |

## Kobiety

### Kalendarz i wyniki
| Lp  | Data                  | Miejsce          | Konkurencja                               | Zwyciężczyni                              | 2. miejsce                                | 3. miejsce                                |
| 1.  | 23 listopada 1996     | Zell am See      | Snowcross                                 | Marie Birkl                               | Karine Ruby                               | Lynn Ott                                  |
| 2.  | 28 listopada 1996     | Tignes           | PSL                                       | Karine Ruby                               | Heidi Renoth                              | Manuela Riegler                           |
| 3.  | 29 listopada 1996     | Tignes           | Gigant                                    | Charlotte Bernard                         | Karine Ruby                               | Isabelle Blanc                            |
| 4.  | 6 grudnia 1996        | Sestriere        | Gigant                                    | Margherita Parini                         | Birgit Herbert                            | Rosey Fletcher                            |
| 5.  | 7 grudnia 1996        | Sestriere        | Slalom                                    | Dorothée Fournier                         | Dagmar Mair u. d. Eggen                   | Alexandra Krings                          |
| 6.  | 12 grudnia 1996       | Whistler         | Supergigant                               | Karine Ruby                               | Lidia Trettel                             | Sondra van Ert                            |
| 7.  | 13 grudnia 1996       | Whistler         | Gigant                                    | Karine Ruby                               | Lidia Trettel                             | Dagmar Mair u. d. Eggen                   |
| 8.  | 14 grudnia 1996       | Whistler         | Halfpipe                                  | Natasza Zurek                             | Maëlle Ricker                             | Tara Teigen                               |
| 9.  | 15 grudnia 1996       | Whistler         | Halfpipe                                  | Tara Teigen                               | Kelly Kaye                                | Natasza Zurek                             |
| 10. | 17 grudnia 1996       | Sun Peaks        | Snowcross                                 | Cammy Potter                              | Karine Ruby                               | Isabel Zedlacher                          |
| 11. | 18 grudnia 1996       | Sun Peaks        | Gigant                                    | Isabel Zedlacher                          | Sondra van Ert                            | Rosey Fletcher                            |
| 12. | 11 stycznia 1997      | Lenggries        | Gigant                                    | Lidia Trettel                             | Heidi Renoth                              | Karine Ruby                               |
| 13. | 12 stycznia 1997      | Lenggries        | Slalom                                    | Heidi Renoth                              | Isabel Zedlacher                          | Marie Birkl                               |
| 14. | 17 stycznia 1997      | Kreischberg      | Snowcross                                 | Manuela Riegler                           | Karine Ruby                               | Isabel Zedlacher                          |
| 15. | 18 stycznia 1997      | Kreischberg      | PSL                                       | Marie Birkl                               | Heidi Renoth                              | Stacia Hookom                             |
| 16. | 19 stycznia 1997      | Kreischberg      | Halfpipe                                  | Nicola Thost                              | Nicole Fischer                            | Maëlle Ricker                             |
| MŚ  | 21 - 26 stycznia 1997 | San Candido      | 2. Mistrzostwa Świata w Snowboardzie 1997 | 2. Mistrzostwa Świata w Snowboardzie 1997 | 2. Mistrzostwa Świata w Snowboardzie 1997 | 2. Mistrzostwa Świata w Snowboardzie 1997 |
| 17. | 31 stycznia 1997      | Mont-Sainte-Anne | Slalom                                    | Marion Posch                              | Heidi Renoth                              | Karine Ruby                               |
| 18. | 1 lutego 1997         | Mont-Sainte-Anne | Gigant                                    | Marion Posch                              | Dagmar Mair u. d. Eggen                   | Sondra van Ert                            |
| 19. | 2 lutego 1997         | Mont-Sainte-Anne | Halfpipe                                  | Sabrina Sadeghi                           | Leslee Olson                              | Maëlle Ricker                             |
| 20. | 7 lutego 1997         | Mount Bachelor   | Gigant                                    | Margherita Parini                         | Sondra van Ert                            | Karine Ruby                               |
| 21. | 8 lutego 1997         | Mount Bachelor   | Halfpipe                                  | Tricia Byrnes                             | Aurelie Sayres                            | Leslee Olson                              |
| 22. | 9 lutego 1997         | Mount Bachelor   | Snowcross                                 | Karine Ruby                               | Candice Drouin                            | Maëlle Ricker                             |
| 23. | 14 lutego 1997        | Yakebitaiyama    | Gigant                                    | Karine Ruby                               | Brigitte Köck                             | Birgit Herbert                            |
| 24. | 14 lutego 1997        | Yakebitaiyama    | Gigant                                    | Brigitte Köck                             | Karine Ruby                               | Lisa Kosglow                              |
| 25. | 16 lutego 1997        | Kanbayashi       | Halfpipe                                  | Stine Brun Kjeldås                        | Nicola Pederzolli                         | Tricia Byrnes                             |
| 26. | 19 lutego 1997        | Morioka          | Snowcross                                 | Manuela Riegler                           | Sondra van Ert                            | Karine Ruby                               |
| 27. | 20 lutego 1997        | Morioka          | PSL                                       | Karine Ruby                               | Dorothée Fournier                         | Marion Posch                              |
| 28. | 28 lutego 1997        | Olang            | Gigant                                    | Karine Ruby                               | Margherita Parini                         | Isabel Zedlacher                          |
| 29. | 1 marca 1997          | Olang            | Slalom                                    | Marion Posch                              | Karine Ruby                               | Dagmar Mair u. d. Eggen                   |
| 30. | 12 marca 1997         | Olang            | Halfpipe                                  | Siw Alida Renander                        | Alessandra Pescosta                       | Annemarie Uliasz                          |
| 31. | 5 marca 1997          | Grächen          | Snowcross                                 | Sondra van Ert                            | Claudia Riegler                           | Ursula Fingerlos                          |
| 32. | 6 marca 1997          | Grächen          | Slalom                                    | Isabel Zedlacher                          | Karine Ruby                               | Heidi Renoth                              |
| 33. | 8 marca 1997          | Bardonecchia     | Gigant                                    | Rosey Fletcher                            | Margherita Parini                         | Lidia Trettel                             |
| 34. | 9 marca 1997          | Bardonecchia     | PSL                                       | Karine Ruby                               | Isabel Zedlacher                          | Marion Posch                              |
| 35. | 14 marca 1997         | Morzine          | Gigant                                    | Maria Kirchgasser-Pichler                 | Sondra van Ert                            | Lidia Trettel                             |
| 36. | 15 marca 1997         | Morzine          | PSL                                       | Karine Ruby                               | Manuela Riegler                           | Birgit Herbert                            |
| 37. | 16 marca 1997         | Morzine          | Halfpipe                                  | Doriane Vidal                             | Siw Alida Renander                        | Kaori Takeyama                            |

### Klasyfikacje
| Lp.   | Zawodniczka             | Punkty |
| ----- | ----------------------- | ------ |
| 1.    | Karine Ruby             | 1638   |
| 2.    | Sondra van Ert          | 1080   |
| 3.    | Manuela Riegler         | 1006   |
| 4.    | Heidi Renoth            | 977    |
| 5.    | Isabel Zedlacher        | 969    |
| 6.    | Marion Posch            | 927    |
| 7.    | Dagmar Mair u. d. Eggen | 910    |
| 8.    | Claudia Riegler         | 803    |
| 9.    | Lidia Trettel           | 800    |
| 10.   | Margherita Parini       | 736    |
| . . . |                         |        |
| 112.  | Małgorzata Kukucz       | 38     |
| 124.  | Jagna Marczułajtis      | 30     |
| 149.  | Małgorzata Rosiak       | 16     |
| 159.  | Elżbieta Śmietana       | 12     |
| 202.  | Klaudyna Mikołajczyk    | 1      |

| Lp.   | Zawodniczka             | Punkty |
| ----- | ----------------------- | ------ |
| 1.    | Karine Ruby             | 6590   |
| 2.    | Margherita Parini       | 5420   |
| 3.    | Sondra van Ert          | 5320   |
| 4.    | Lidia Trettel           | 5300   |
| 5.    | Maria Pichler           | 4000   |
| 6.    | Dagmar Mair u. d. Eggen | 3960   |
| 7.    | Isabel Zedlacher        | 3950   |
| 8.    | Rosey Fletcher          | 3726   |
| 9.    | Marion Posch            | 3460   |
| 10.   | Birgit Herbert          | 3450   |
| . . . |                         |        |
| 43.   | Jagna Marczułajtis      | 305    |
| 69.   | Małgorzata Rosiak       | 128    |
| 84.   | Małgorzata Kukucz       | 57     |
| 111.  | Klaudyna Mikołajczyk    | 14     |

| Lp.   | Zawodniczka             | Punkty |
| ----- | ----------------------- | ------ |
| 1.    | Karine Ruby             | 6700   |
| 2.    | Heidi Renoth            | 5360   |
| 3.    | Marion Posch            | 4650   |
| 4.    | Dagmar Mair u. d. Eggen | 4110   |
| 5.    | Isabel Zedlacher        | 4040   |
| 6.    | Dorothée Fournier       | 3850   |
| 7.    | Manuela Riegler         | 3390   |
| 8.    | Claudia Riegler         | 3030   |
| 9.    | Alexandra Krings        | 2740   |
| 10.   | Birgit Herbert          | 2730   |
| . . . |                         |        |
| 39.   | Małgorzata Kukucz       | 260    |
| 50.   | Elżbieta Śmietana       | 100    |

| Lp. | Zawodniczka      | Punkty |
| --- | ---------------- | ------ |
| 1.  | Karine Ruby      | 4000   |
| 2.  | Manuela Riegler  | 2910   |
| 3.  | Sondra van Ert   | 2740   |
| 4.  | Isabel Zedlacher | 2320   |
| 5.  | Lynn Ott         | 2210   |
| 6.  | Claudia Riegler  | 2120   |
| 7.  | Marie Birkl      | 2000   |
| 8.  | Ursula Fingerlos | 1570   |
| 9.  | Candice Drouin   | 1550   |
| 10. | Maëlle Ricker    | 1340   |

| Lp.   | Zawodniczka        | Punkty |
| ----- | ------------------ | ------ |
| 1.    | Tara Teigen        | 3350   |
| 2.    | Sabrina Sadeghi    | 2620   |
| 3.    | Maëlle Ricker      | 2470   |
| 4.    | Siw Alida Renander | 2330   |
| 5.    | Kaori Takeyama     | 1970   |
| 6.    | Natasza Zurek      | 1960   |
| 7.    | Tricia Byrnes      | 1890   |
| 7.    | Annemarie Uliasz   | 1890   |
| 9.    | Leslee Olson       | 1690   |
| 10.   | Kelly Kaye         | 1510   |
| . . . |                    |        |
| 79.   | Małgorzata Kukucz  | 32     |
| 83.   | Małgorzata Rosiak  | 20     |